# Indirana diplosticta
Indirana diplosticta är en groddjursart som först beskrevs av Albert Günther 1876.  Indirana diplosticta ingår i släktet Indirana och familjen Ranixalidae. IUCN kategoriserar arten globalt som starkt hotad. Inga underarter finns listade i Catalogue of Life.